# 下属七和弦
下属七和弦又称二级七和弦是一种和弦，在自然大调中标作SII₇或ii7；在小调或和声大调中标作sII₇或iiø7。

在C自然大调中，下属七和弦是Dm7，组成的音是D-F-A-C。

在c小调中，下属七和弦是Dø7，组成的音是D-F-A♭-C。

## 定义与标记、音程组成
II级上的七和弦，作为下属功能组的主要七和弦，称为下属七和弦，它用SII₇（在小调是sII₇）标记。
下属七和弦的音程组成是：
1. 在自然大调中是小三度、纯五度与小七度（也就是小三和弦加小七度，即小七和弦）。
2. 在小调及和声大调中是小三度、减五度和小七度（也就是减三和弦加小七度，即半减七和弦）。

|        |          | 根音     | 三音   | 五音   | 七音   |
| 上主音 | 下属音   | 大下中音 | 主音   |        |        |
| ------ | -------- | -------- | ------ | ------ | ------ |
| 七音   | 主音     | 小七度   | 纯五度 | 小三度 | 纯一度 |
| 五音   | 大下中音 | 纯五度   | 大三度 | 纯一度 | 小三度 |
| 三音   | 下属音   | 小三度   | 纯一度 | 大三度 | 纯五度 |
| 根音   | 上主音   | 纯一度   | 小三度 | 纯五度 | 小七度 |

|        |          | 根音     | 三音   | 五音   | 七音   |
| 上主音 | 下属音   | 小下中音 | 主音   |        |        |
| ------ | -------- | -------- | ------ | ------ | ------ |
| 七音   | 主音     | 小七度   | 纯五度 | 大三度 | 纯一度 |
| 五音   | 小下中音 | 减五度   | 小三度 | 纯一度 | 大三度 |
| 三音   | 下属音   | 小三度   | 纯一度 | 小三度 | 纯五度 |
| 根音   | 上主音   | 纯一度   | 小三度 | 减五度 | 小七度 |

## SII₇的转位、五六和弦的优势
与所有其他七和弦一样，SII₇有三个转位：
| 名称         | 标记                        | 位       | 低音 | 低音     | C大调中的低音 | C大调中的和弦     |
| ------------ | --------------------------- | -------- | ---- | -------- | ------------- | ----------------- |
| 下属七和弦   | SII₇                        | 原位     | 根音 | 上主音   | D             | <d' f' a' c''>    |
| 下属五六和弦 | SII{\displaystyle _{5}^{6}} | 第一转位 | 三音 | 下属音   | F             | <d'' f' a' c''>   |
| 下属三四和弦 | SII{\displaystyle _{3}^{4}} | 第二转位 | 五音 | 大下中音 | A             | <d'' f'' a' c''>  |
| 下属二和弦   | SII₂                        | 第三转位 | 七音 | 主音     | C             | <d'' f'' a'' c''> |

| 名称         | 标记                        | 位       | 低音 | 低音     | c小调中的低音 | c小调中的和弦                       |
| ------------ | --------------------------- | -------- | ---- | -------- | ------------- | ----------------------------------- |
| 下属七和弦   | sII₇                        | 原位     | 根音 | 上主音   | D             | {\key c \minor <d' f' aes' c''>}    |
| 下属五六和弦 | sII{\displaystyle _{5}^{6}} | 第一转位 | 三音 | 下属音   | F             | {\key c \minor <d'' f' aes' c''>}   |
| 下属三四和弦 | sII{\displaystyle _{3}^{4}} | 第二转位 | 五音 | 小下中音 | A♭            | {\key c \minor <d'' f'' aes' c''>}  |
| 下属二和弦   | sII₂                        | 第三转位 | 七音 | 主音     | C             | {\key c \minor <d'' f'' aes'' c''>} |

在这个和弦的所有四种形式中，用得最多的是五六和弦（SII{\displaystyle _{5}^{6}}）。这个和弦概括了两个在功能上近似的和弦——下属功能组的主要三和弦（S）和SII的六和弦。因此SII{\displaystyle _{5}^{6}}也被成为“附加六度音的下属和弦”，它也可以用S{\displaystyle _{5}^{6}}（下属五六和弦）来标记。

## 下属七和弦的准备和转位
SII₇用在主和弦T、T6、T{\displaystyle _{4}^{6}}，或者直接用在下属和声S、S6、TSVI等之后。用和声连接法连接（七音一般都是有准备的）。也可以用在SII与SII₆之后（用经过的七音）。

## SII₇解决到D三和弦
SII₇解决到属三和弦与D7解决到T一样：
1. 七音级进下行。
2. 转位时三音作级进上行但原位七和弦时经常作三度下行。
3. 五音级进下行。
4. 根音在上三声部时保持不动，在低音声部时跳进到D的根音（四度进行）。

结果是SII₇、SII{\displaystyle _{5}^{6}}、SII{\displaystyle _{3}^{4}}解决到原位的D三和弦，SII₂解决到D6。

## 解决到终止的四六和弦
各种SII₇，除二和弦外，都可以解决到终止的四六和弦。这时七音保持不动，构成K{\displaystyle _{4}^{6}}的不协和音（四度音）。

## SII₇解决到T
各种SII₇都可以解决到主三和弦的相应的形式。七音保持不，其他声部主要作平稳进行：
- SII₇解决到T6
- SII{\displaystyle _{5}^{6}}解决到T（这是最常用的方法，特别是在变格终止中）
- SII{\displaystyle _{5}^{6}}解决到T6
- SII{\displaystyle _{5}^{6}}解决到T{\displaystyle _{4}^{6}}（经过的）
- SII{\displaystyle _{3}^{4}}解决到T{\displaystyle _{4}^{6}}（经过的），到T的情况很少。

SII₇及其转位的各种解决在以下条件下可以跳进：七音必须作下行级进或保持不动；在两外声部之间不要形成隐伏五度与隐伏八度。

## SII₇进行到D7及其转位
SII₇及sII₇进行到属七和弦及其转位即为多见。这时要遵循声部进行的法则，SII₇的七音与五音作级进下行，另两个音停留不动作为两个和弦的共同音。由于这样的声部进行，SII₇必然进行到D{\displaystyle _{3}^{4}}（或相反，SII{\displaystyle _{3}^{4}}到D7），SII{\displaystyle _{5}^{6}}必然进行到D2（或相反，SII₂到D{\displaystyle _{5}^{6}}）。
结果就形成了两个有正确的准备的不协和和弦（七和弦）最终解决到大调或小调的主和弦这样一种进行。
如果在这种进行中采用的是不完全的D7，那么从SII₇到不完全的D7时，低音声部可以由SII₇的根音跳进到D7的根音。

## SII₇在有经过和弦的进行中
下属七和弦还可以用在有经过和弦T、T{\displaystyle _{4}^{6}}或TSVI{\displaystyle _{4}^{6}}的进行中，在这些经过和弦前后可用同一类型的和弦，也可以用不同类型的和弦。重要的是低音一定要保持级进。

## II级二和弦
II级二和弦（SII₂）经常用在原位的SII三和弦之后（低音声部用经过的七音）并解决到D6或D{\displaystyle _{5}^{6}}。
此外它还常常作为辅助和弦用在两个主三和弦之间。

## 实践指示
SII₇及其转位可以用来代替较为简单的下属和弦S与SII，只要声部进行能符合正确的规则就行。
这时根音（音阶的II级）如果是在旋律声部作平稳的（二度、三度）下行，II级和弦就不能有七音（一般用SII₆），因为这样情况下七音无法正常地解决。